# František Dvořák (šermíř)
František Dvořák (21. ledna 1871 Čeřejov – 30. prosince 1939 České Budějovice) byl československý šermíř a voják. Zúčastnil se Letních olympijských her v Antverpách roku 1920 i her v Paříži roku 1924.

## Životopis
František Dvořák se narodil 21. ledna 1871 ve statku č.p. 1 v Čeřejově u Trhových Svin otci Františkovi Dvořákovi a Marii Markové. 
V roce 1892 vstoupil do 91. pěšího pluku v Českých Budějovicích, v roce 1894 byl v Praze povýšen na četaře a o rok později se ve Vídeňském Novém Městě stal šikovatelem.> Na Tereziánské vojenské akademii ve Vídeňském Novém Městě si zvyšoval svoje důstojnické vzdělání a učil se tam šermu italské školy Luigi Barbasettiho. Po té se stal učitelem tělocviku a šermu na pražské Kadetní škole. Od roku 1899 se účastní šermířských turnajů v Praze. Seznamoval pražské zájemce s tehdejší moderní italskou školou šermu. Učil italskou školu šermu šavlí pozdějšího dvojnásobného olympijského medailistu v šermu šavlí Viléma Goppolda z Lobsdorfu.
Později byl jako vojenský mistr šermu 2. třídy přeložen do Vyšší vojenské reálky v Hranicích a byl zde jmenován učitelem šermu. Opětovně se vrátil do Prahy a opět působil na pražské Kadetní škole jako učitel tělesné výchovy. V Praze se roku 1915 oženil s Josefou Emanuelou Böhmovou. Po vzniku samostatné Československé republiky se stal členem československé armády, a byl povýšen na kapitána a krátce nato na majora a snažil se rozšiřovat cvičení šermu u československých důstojníků.
V roce 1920 reprezentoval ČSR na letních olympijských hrách v Antverpách, kde jako nejstarší z československé výpravy šermířů skončil ve fleretu v prvním kole, a jako člen týmu fleretistů vypadl rovněž v prvním kole. Tým šavlistů, jehož byl členem, pak obsadil konečné osmé místo. O čtyři roky později na hrách v Paříži skončil v turnaji fleretistů v prvním kole, v soutěži družstev šavlistů poté čtvrtý. Mimo toho všecho několikrát zvítězil na mistrovství republiky v šermu šavlí (1922) a fleretu (1922, 1923, 1924). Roku 1922 na Mistrovství Evropy v Holandsku se probojoval do finálové části a skončil čtvrtý. Jeho způsob boje šavlí velmi zapůsobil na místní publikum. Mezitím a ještě v roce 1925 působí v armádě ve spisovně a jako učitel šermu vojáků. a i jako učitel šermu pro veřejnost. Roku 1926 na přání holandských šermířů v nizozemském Rotterdam vyučuje v místní šermířské škole Thor a nabízí soukromé hodiny šermu. V roce 1929 se ze zdravotních důvodů vrací do Prahy a vyučuje šerm v místním šermířském klubu Riegel spolu s učitelem Adamem Sokolowskim. V dubnu 1933 se stěhuje do Českých Budějovic (svého rodného kraje), kde zakládá Jihočeský šermířský klub a učí zde místní šermu  a pořádá šermířské akademie. Byl přítelem a i později učitelem šermu Adolfa ze Schwarzenbergu, který sám pořádal mnohé mezinárodní šermířské soutěže.
Byl propagátorem automobilismu a také v počátcích lyžařského sportu se svojí ženou se umisťoval na předních místech lyžařských soutěží. V Dobrkovské Lhotce pod Kohoutem postavil se svým bratrem Karlem vilu jako letní byt na penzi.
František Dvořák zemřel v Českých Budějovicích v sobotu dne 30. prosince 1939 a byl po pohřebním obřadu zpopelněn.
Jihočeský šermířský klub v dubnu roku 1941 pořádá v Českých Budějovicích šermířskou soutěž Memoriál mistra Františka Dvořáka.